# Curticella approximans
Curticella approximans är en tvåvingeart som först beskrevs av Walker 1860.  Curticella approximans ingår i släktet Curticella och familjen borrflugor. Inga underarter finns listade i Catalogue of Life.